# Maison, 6 rue des Moulins
La maison, 6 rue des Moulins est un édifice situé dans la ville de Commercy, dans la Meuse en région Grand Est.

## Situation
Il se situe dans la sous-préfecture de la Meuse, à Commercy, au 6 rue des Moulins.

## Histoire
La façade sur rue est inscrite au titre des monuments historiques par arrêté du 23 décembre 1926.
La maison fut construite en 1596 et fut partiellement repercée aux XVIIIe siècle, XIXe siècle.

## Description
Certains auteurs pensent que la maison a fait partie intégrante de la collégiale saint Nicolas. Elle dispose d'un toit à longs pans et en pavillon.